# Charles de L'Orme
Charles de L'Orme (francès: Charles Delorme)  (Moulins, 1584 - Moulins, 24 de juny de 1678) fou un metge francès que va exercir en diverses regions d'Europa durant el segle xvii.
Charles era fill de Jean Delorme (professor de la Universitat de Montpeller), que era el principal metge de Maria de Médicis. Això li va obrir les portes de la carrera de medicina poc després de graduar-se a la Universitat de Montpeller en 1607, a l'edat de 23 anys. Primer va arribar a París després de la seva graduació per exercir la medicina sota la mirada del seu pare, fins que va estar a punt per exercir com a metge regular pel seu compte.
Va ser el metge personal de diversos membres de la família reial de la Casa de Médici des de 1610 fins 1650. Va ser el metge principal de Lluís XIII de França després de la jubilació del seu pare i, a més, es va convertir en el metge principal del germà del rei, Gastó Joan Baptista de França, a partir de 1629.
Carlos va ser el metge principal de tres reis francesos, Enric IV, Lluís XIII i Lluís XIV. Gaudia de gran reputació en la seva professió de metge i va fer amistat amb el cardenal Richelieu i amb el canceller Pierre Séguier, qui li va concedir una pensió.

## Referència
1. ↑  "Delorme, Charles (1584–1678)", Notice de personne", BnF.
2. ↑  Astruc, p. 363
3. ↑  Tibayrenc, pp. 680–681. French sourced as: Delaunay, Paul, La vie médicale aux XVIe, XVIIe et XVIIIe siècles, p. 274, Genève: Slatkine, 2001, ISBN 2-05-101732-8
4. ↑  Brockliss, LW «The development of the spa in seventeenth-century France». Med Hist Suppl, 34, 10, 1990, pàg. 23–47. DOI: 10.1017/S0025727300070976. PMC: 2557450. PMID: 11622590.
5. ↑  Thomas, p. 796
6. ↑  "The Cincinnati lancet-clinic," Volume 89, 1903, p. 317 We now understand why Moliere mocked the doctors of his day. A special journal, "La Chronique Medicale," informs us that in the seventeenth century a physician named Charles de Lorme was attached to the person of three kings— Henri IV, Louis XIII, and Louis XIV. This physician enjoyed great renown and he owed this to his essays.
7. ↑  Universal Pronouncing Dictionary of Biography and Mythology, Volume 1 By Joseph Thomas
8. ↑  Universal Pronouncing Dictionary of Biography and Mythology, Volume 1 By Joseph Thomas